# Małgorzata Tkacz-Janik
Małgorzata Katarzyna Tkacz-Janik (ur. 17 września 1965 w Zabrzu) – polska polityk, działaczka społeczna na rzecz praw kobiet oraz nauczycielka akademicka, badaczka kultury i dziedzictwa Śląska, doktor nauk humanistycznych, współprzewodnicząca Partii Zielonych (2009–2011).

## Wykształcenie
Po szkole średniej ukończyła Studium Nauczycielskie, następnie pracowała z dziećmi niepełnosprawnymi. Studiowała kulturoznawstwo na Uniwersytecie Śląskim. Była stypendystką Ministra Edukacji Narodowej za bardzo dobre wyniki w nauce.
W 2010 uzyskała stopień doktora nauk humanistycznych na  Wydziale Filologicznym Uniwersytetu Śląskiego w Katowicach na podstawie dysertacji Przekaz reklamowy jako gatunek współczesnej komunikacji.

## Działalność polityczna
Od 2009 do 2011 współprzewodniczyła (wspólnie z Dariuszem Szwedem) Partii Zielonych, z którą była związana od jej powstania w 2003. Bez powodzenia ubiegała się z listy tego ugrupowania o mandat eurodeputowanej w wyborach do Parlamentu Europejskiego w 2004.
W 2010 wybrana radną IV kadencji sejmiku śląskiego w ramach porozumienia Zielonych z Sojuszem Lewicy Demokratycznej.
W 2014 startowała jako niezależny kandydat w wyborach prezydenckich w Gliwicach (zajęła 4. miejsce na 6 kandydatów); bez powodzenia kandydowała również do gliwickiej rady miejskiej.
Obecnie bezpartyjna.

## Działalność społeczna i naukowa
Działalność społeczna i naukowa Małgorzaty Tkacz-Janik związana jest z następującymi zagadnieniami: prawa kobiet, demokracja, historia, dziedzictwo kulturowe Śląska, aktywizacja społeczna kobiet.
Dziedzictwem kulturowym Śląska zajmuje się w Instytucie Myśli Polskiej im. Wojciecha Korfantego, którego jest pracownicą. Organizowała liczne akcje na rzecz upamiętniania dziedzictwa kulturowego Śląska i roli kobiet w regionie. Jest autorką inicjatywy „Śląski szlak kobiet” i pełnomocniczką Kongresu Kobiet. Pracowała z wieloma organizacjami pozarządowymi, m.in. Fundacją Przestrzenie Dialogu, Stowarzyszeniem Kongres Kobiet, Fundacją Iskierka, Stowarzyszeniem Szlakiem Kobiet.
Od 2017 działa w Klubie Książki Kobiecej w Gliwicach.

## Nagrody i wyróżnienia
W styczniu 2009 została nominowana do tytułu „Polka Roku 2008” przez „Gazetę Wyborczą”. Nominacja związana była z organizacją ogólnopolskich obchodów dziewięćdziesiątej rocznicy uzyskania przez Polki praw wyborczych.
W 2013 znalazła się w wykazie pięćdziesięciu najbardziej wpływowych kobiet województwa śląskiego „Dziennika Zachodniego”.
W 2014 znalazła się na liście dziesięciu najbardziej wpływowych kobiet województwa śląskiego „Dziennika Zachodniego”.
W 2018 została gliwickim laureatem plebiscytu „Osobowość roku 2018” w kategorii działalność społeczna i charytatywna.
W 2018 znalazła się w wykazie dwudziestu odważnych kobiet z województwa śląskiego „Dziennika Zachodniego”.